# Maria Croonen

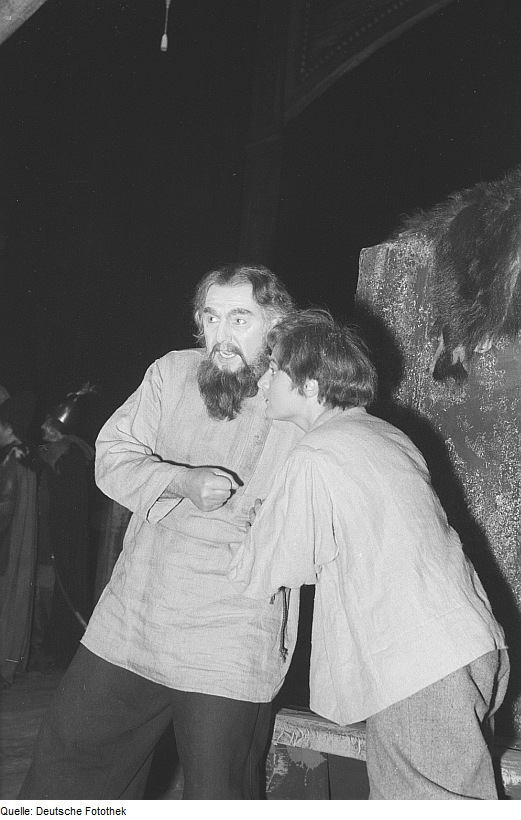
Maria Croonen und Hans Krämer in der Oper Iwan Sussanin (1953)

Maria Croonen (* 21. Juli 1925 in Goch; † 10. November 2021) war eine deutsche Opernsängerin (Sopran).

## Leben
Maria Croonen wuchs in Kleve am Niederrhein auf. Ihre Gesangsausbildung erhielt sie am Landeskonservatorium Leipzig. Ihr erstes Bühnenengagement trat Maria Croonen kurz nach dem Zweiten Weltkrieg in der Spielzeit 1948/49 am Theater Meißen an. Zu Beginn der Spielzeit 1949/50 wechselte sie an das Stadttheater Halberstadt, wo sie bis 1953 engagiert war.
Von 1953 bis 1963 war Maria Croonen im Rollenfach „Lyrischer Sopran“ festes Ensemblemitglied am Opernhaus Leipzig und zählte zu den „führenden Kräften“ des dortigen Opernhauses. Anschließend war sie dort bis 1970 mit einem Gastvertrag weiterhin engagiert. Ab der Spielzeit 1963/64 hatte sie einen ständigen Gastvertrag mit der Staatsoper Berlin. Sie debütierte dort im Januar 1964 als Tatjana in Eugen Onegin. Außerdem übernahm sie in der Spielzeit 1963/64 die Olga in der Premiere der Oper Die Geschichte vom wahren Menschen von Sergej Prokofjew und die Micaëla in Carmen. In der Spielzeit 1964/65 folgte, neben Olga und Micaëla, die sie weiterhin sang, als neue Partie die Cornelia in der Premiere der Oper Die Bürger von Calais von Rudolf Wagner-Régeny. In der nachfolgenden Spielzeit 1965/66 war sie erneut in allen drei Rollen zu hören. Außerdem gastierte sie an der Staatsoper Dresden. Für ihre künstlerischen Verdienste wurde sie zur Kammersängerin ernannt.
Gastspiele in Westdeutschland und im europäischen Ausland waren für Croonen aufgrund der nach dem Mauerbau verfolgten restriktiven Kulturpolitik der DDR nicht mehr möglich, was den Ausbau einer internationalen Karriere verhinderte.
Croonen sang auf der Opernbühne schwerpunktmäßig das deutsche und slawische Repertoire. Zu ihren Rollen gehörten Agathe (Der Freischütz), Eva (Die Meistersinger von Nürnberg), Tatjana (Eugen Onegin), Antonida (Ein Leben für den Zaren), Natascha in Krieg und Frieden sowie die Titelpartien in den Opern Rusalka und Katja Kabanowa. Außerdem interpretierte sie Frauenrollen in verschiedenen Opern der klassischen Moderne, u. a. die Dolly in Sly von Ermanno Wolf-Ferrari, die Jane in Der Günstling von Rudolf Wagner-Régeny und die Valentine in Die Hexe von Passau von Ottmar Gerster.
Sie arbeitete u. a. mit den Dirigenten Heinz Fricke, Kurt Masur, Herbert Kegel und Horst Stein zusammen.
Von 1965 bis 1982 wirkte Maria Croonen als Gesangspädagogin an der Leipziger Musikhochschule. Ab 1976 hatte sie dort eine Gesangsprofessur inne, die Olga in der Oper Die Geschichte vom wahren Menschen von Sergej Prokofjew. Zu ihren Schülern gehörte u. a. die Mezzosopranistin Uta Priew.
Von ihrer „aussdruckstarken, lyrischen“ Sopranstimme sind zahlreiche Tondokumente erhalten. Beim Leipziger Rundfunk nahm Croonen über 30 komplette Opern- und Operettenaufnahmen auf. In einer bei dem DDR-Label Eterna erschienenen Gesamtaufnahme der Oper Carmen in deutscher Sprache ist sie, an der Seite von Soňa Červená und Rolf Apreck, in der Partie der Micaëla zu hören. In zwei Opernquerschnitten sang sie Tatjana in Eugen Onegin und die Marie in Die verkaufte Braut. Außerdem existieren mehrere Tondokumente mit dem Heldentenor Ernst Gruber als Partner (Othello, Der Freischütz).
Maria Croonen war mit dem Bariton Frank-Peter Späthe verheiratet. Sie starb im November 2021 im Alter von 96 Jahren nach langer Krankheit.